# يويتشيرو نامبو

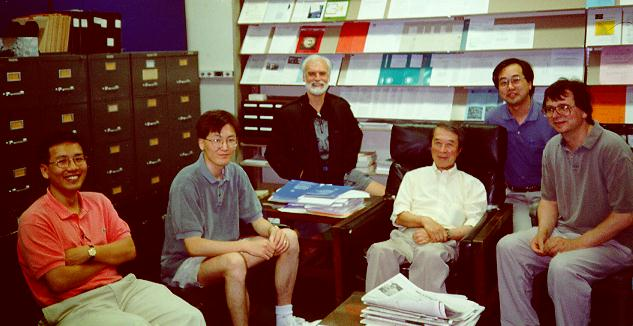
نامبو وشركاؤها عام 1996

يويتشيرو نامبو (باليابانية: 南部 陽一郎 ) (مواليد 18 يناير 1921 - 5 يوليو 2015)،عالم أمريكي ياباني الأصل ولد في طوكيو، يعمل في معهد انريكو فيرمي في شيكاغو. حاصل على جائزة نوبل في الفيزياء 2008 لاكتشافه آلية لكسر تناسق الذرّة في المجال الفيزيائي.

## روابط خارجية
- يويتشيرو نامبو على موقع الموسوعة البريطانية (الإنجليزية)
- يويتشيرو نامبو على موقع مونزينجر (الألمانية)
- يويتشيرو نامبو على موقع إن إن دي بي (الإنجليزية)